# آنتوان فیلیپون
آنتوان فیلیپون (انگلیسی: Antoine Philippon؛ زادهٔ ۱۰ اکتبر ۱۹۸۹) بازیکن فوتبال اهل فرانسه است.
از باشگاه‌هایی که در آن بازی کرده‌است می‌توان به باشگاه فوتبال تروا اشاره کرد.